# Notylia incurva
Notylia incurva är en orkidéart som beskrevs av John Lindley. Notylia incurva ingår i släktet Notylia och familjen orkidéer. Inga underarter finns listade i Catalogue of Life.